# Бекбосынов, Кажыбек Кудайбергенулы
Кажыбек Кудайбергенулы Бекбосынов (каз. Қажыбек Құдайбергенұлы Бекбосынов; род. 19 мая 1946, Аксуйский район, Талды-Курганская область, КазССР, СССР) — советский и казахский певец, исполнитель казахских народных и традиционных песен, внесший большой вклад в казахское песенное искусство. Народный артист Казахстана (1998).

## Биография
Родился 19 мая 1946 года в Аксуйском районе Талды-Курганской области (ныне Алматинская область).
В 1965 году поступил в Алматинское Республиканское училище циркового искусства эстрады на отделение народной песни, которое окончил в 1967 году. (класс народного артиста Казахской ССР Гарифуллы Курмангалиева).
С 1967 по 1996 год — артист РГКП «Государственная концертная организация „Казахконцерт“».
С 1996 по 2001 год — солист Казахского академического оркестра имени Курмангазы.
С 2001 по 2004 год — преподаватель Казахской национальной консерватории имени Курмангазы.
С 2004 года по настоящее время — преподаватель, профессор кафедры «традиционная песня» факультета искусств Международного казахско-турецкого университета имени Ходжи Ахмеда Ясави (г. Туркестан);

## Творчество
В репертуаре песни Мухита, Акана Сери, Биржан сала, Асета, Жаяу Мусы, Кенена и Естая. Один из первых исполнителей песен Данеша Ракишева. С исполнительским мастерством внес большой вклад в развитие казахского песенного искусства.

### Избранные песни
- каз. «Шырмауық» Акан серэ;[3]
- каз. «Жылқылы бай» Акан серэ;[4]
- каз. «Алтыбасар» Акан серэ;
- каз. «Ләйлім шырақ» Биржан-сал;
- каз. «Қисмет» Асет Найманбайулы;
- каз. «Дүние» Мухит Мералыулы;
- каз. «Естайдың термесі» (из опера «Биржан сал»);
- каз. «Желдірме» Иса Байзаков;
- каз. «Жас дәурен» Курмангалиев, Гарифулла;
- каз. «Жас өмір» Курмангалиев, Гарифулла;
- каз. «Бозқараған» муз: Илья Жаханов, сл: Мукагали Макатаев;
- каз. «Арыс» Илья Жаханов;
- каз. «Боз бала» (казахская народная песня);
- каз. «Ардақ» (казахская народная песня);
- каз. «Айжан» (казахская народная песня);
- каз. «Ынғай-ау» (казахская народная песня);
- каз. «Желкілдек» (казахская народная песня);
- каз. «Бағила» (казахская народная песня);
- каз. «Ақ жайық» (казахская народная песня);

## Награды и звания
- Заслуженный артист Казахстана — за заслуги в развитии казахского песенного искусства. (1992);
- Народный артист Казахстана — за большой вклад в развитие отечественной народной музыки. (1998);[5]
- Государственная стипендия Президента Республики Казахстан в области культуры (2015);[6][7]
- 2021 (2 декабря) — Орден «Курмет»;[8][9]